# Папарески, Чинцио
Чинцио Папарески (Cinzio Papareschi, также известный как Cinthius Capellus, встречается написание фамилии как di Guidoni Papareschi) — католический церковный деятель XII века. Сын Гвидо из рода Гвидони-Папарески, племянник папы Иннокентия II. 
На консистории в феврале/марте 1158 года был провозглашен кардиналом-дьяконом с титулом церкви Сант-Адриано. В сентябре 1178 года стал кардиналом-священником с титулом церкви Санта-Чечилия. Участвовал в выборах папы 1159 (Александр III) и 1181 (Луций III) годов. Вместе с епископом Джулио был послан в качестве папского легата в Венгрию. Согласно надписи на мраморе в церкви Сан Джакомо а Сеттиньяно, он построил церковь в часть Благословенной Девы Марии